# Гедройць Микола Антонович
Микола Антонович Гедройць (1 травня 1853 — 31 січня 1933, Харків) — художник, меценат, громадський діяч, ініціатор та організатор створення Миколаївського художнього музею ім. В. В. Верещагіна.

## Біографія
Походив зі стародавнього роду литовсько-польських князів Гедройців. Рід Гедройць затверджений у княжому списку Російської імперії зі внесенням його до V частини родовідних книг по губерніях Віленській, Тверській, Новгородській.
Закінчив Санкт-Петербурзьку академію мистецтв. Мав колекцію картин найвідоміших авторів. Надавав фінансову та моральну підтримку маловідомим та відомим талановитим художникам і скульпторам. У числі його друзів були художники І. Ю. Рєпін, В. В. Верещагін, М. С. Самокиш, Л. М. Антокольський, А. І. Куїнджі, В. М. Васнецов, К. А. Трутовський, Д. М. Левашов, А. І. Комашка, В. В. Мате (редактор малюнків Т. Г. Шевченка, виданих у 1911–1914 рр..), М.М Ге, А. А. Курінний; скульптори М. М. Антокольський, І. Я. Гінцбург, харківський архітектор А. Є. Єфремов, директор Харківського Художнього училища А. М. Любимов, директор Строганівського училища Н. В. Глоба, історик Д. І. Яворницький.
1918 року переїхав до Харкова.